# Féternes
Féternes település Franciaországban, Haute-Savoie megyében. Lakosainak száma 1520 fő (2022. január 1.). Féternes Champanges, Armoy, Larringes, Lyaud, Marin, Reyvroz, La Vernaz és Vinzier községekkel határos.

## Népesség
A település népességének változása:
| Lakosok száma | 1379 | 1393 | 1449 | 1418 | 1420 | 1433 | 1461 | 1491 | 1520 |
|               | 2013 | 2015 | 2016 | 2017 | 2018 | 2019 | 2020 | 2021 | 2022 |